# Mussidae
Mussiidae es una familia de corales marinos hermatípicos que pertenecen al orden Scleractinia, dentro la clase Anthozoa.  
Los géneros de la familia incluyen especies con grandes pólipos carnosos y coloridos. Pueden ser solitarios o coloniales.Su esqueletos presentan una estructura sólida, con muros y septos bien desarrollados, presentando estos últimos dientes.  Los dientes de los septos son iguales en tamaño y forma, y puntiagudos. La granulación de los septos consiste en picos alineados. La reproducción asexual es siempre por clonación intracalicular. La superficie es dura y ofrece una buena protección contra los peces y los huracanes. Corales ramificados, tales como Acropora, crecen más rápidamente, pero son más vulnerables a los daños de tormentas.
Muchas de sus especies se denominan en lenguaje común coral cerebro, debido a su forma generalmente esferoide, y a su superficie acanalada, que se asemeja a las circunvoluciones de un cerebro.
Se distribuyen en las aguas tropicales y subtropicales de los océanos Atlántico, Índico y Pacífico. Habitan los arrecifes de coral en aguas poco profundas, con temperaturas relativamente elevadas, en todos los océanos del mundo. La esperanza de vida de los corales cerebro puede llegar a 900 años y sus colonias pueden crecer hasta más de 1,8 metros de altura.

## Géneros
Varios de sus géneros estaban incluidos hasta hace poco en la familia Faviidae, pero las recientes revisiones de la taxonomía de los corales, auspiciadas por análisis filogenéticos y otras investigaciones, que los avances tecnológicos permiten, han concluido que Faviidae es sinonimia de Mussidae.
El Registro Mundial de Especies Marinas incluye los siguientes géneros en la familia, divididos en dos subfamilias:
- Subfamilia Faviinae. Gregory, 1900:
  - Colpophyllia. Milne Edwards & Haime, 1848
  - Diploria. Milne Edwards & Haime, 1848
  - Favia. Milne Edwards, 1857
  - Manicina. Ehrenberg, 1834
  - Mussismilia. Ortmann, 1890
  - Pseudodiploria. Fukami, Budd & Knowlton, 2012
- Subfamilia Mussinae. Ortmann, 1890:
  - Isophyllia. Milne Edwards & Haime, 1851
  - Mussa. Oken, 1815
  - Mycetophyllia. Milne-Edwards and Haime, 1848
  - Scolymia. Haime, 1852

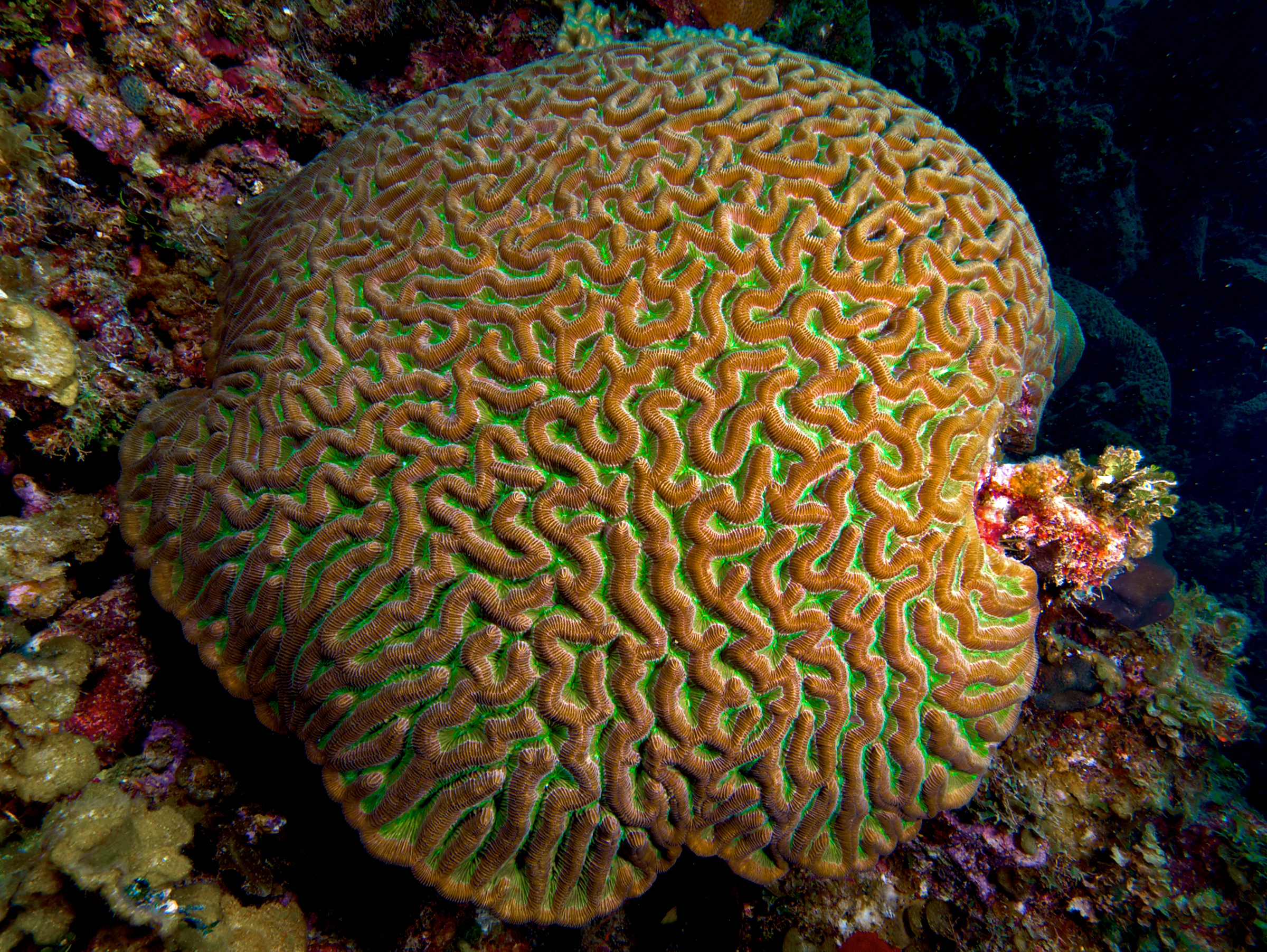
Colpophyllia natans
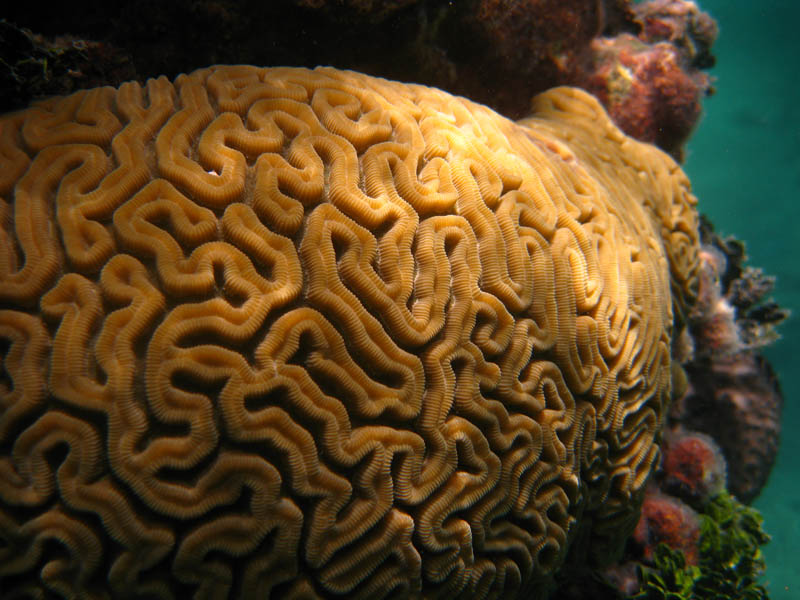
Diploria labyrinthiformis
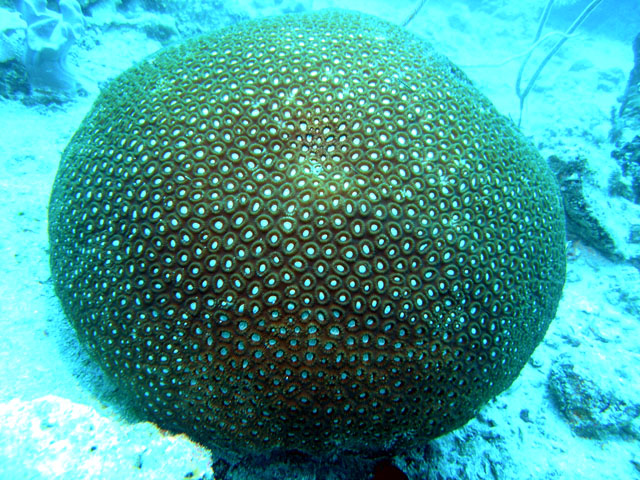
Favia sp.
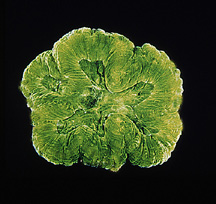
Isophyllia sinuosa
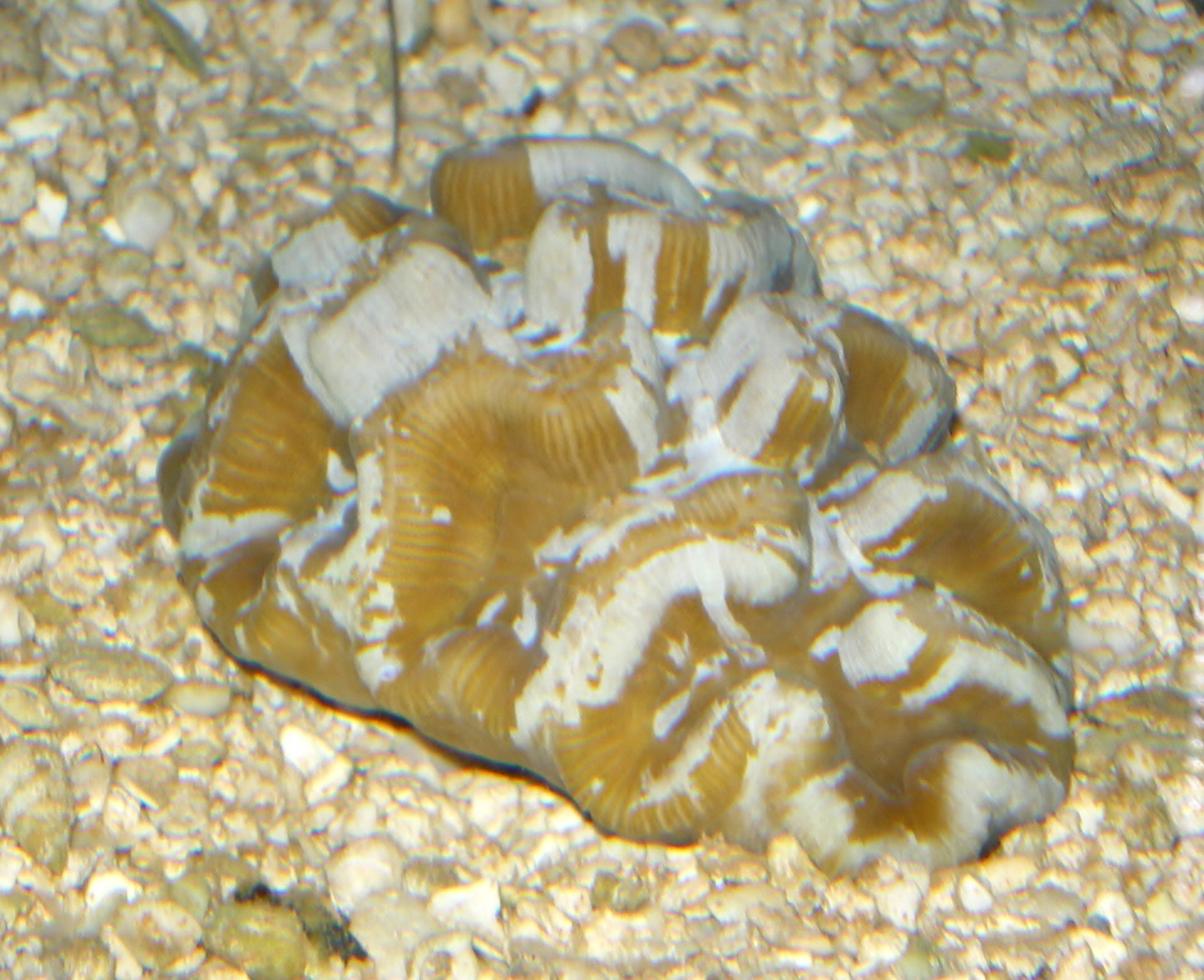
Manicina areolata
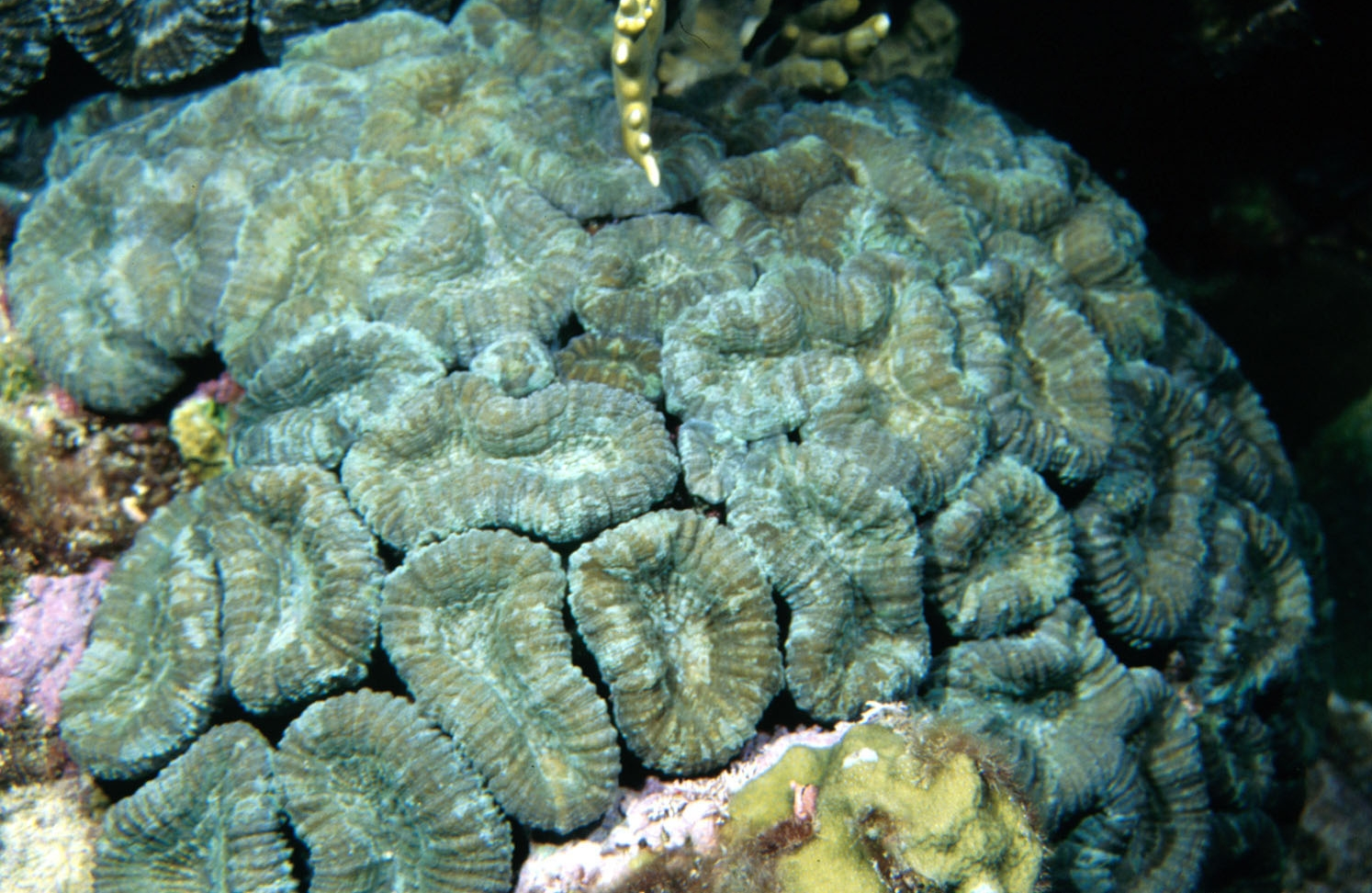
Mussa angulosa
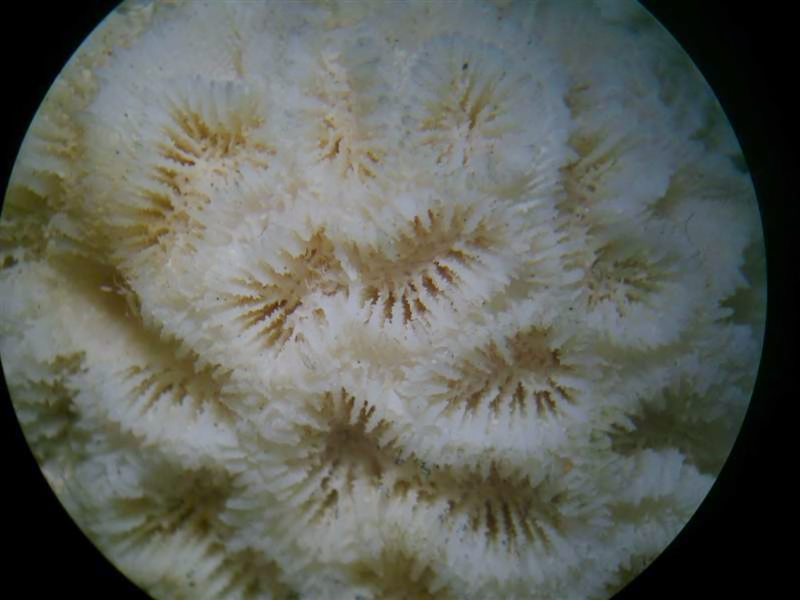
Mussismilia sp.
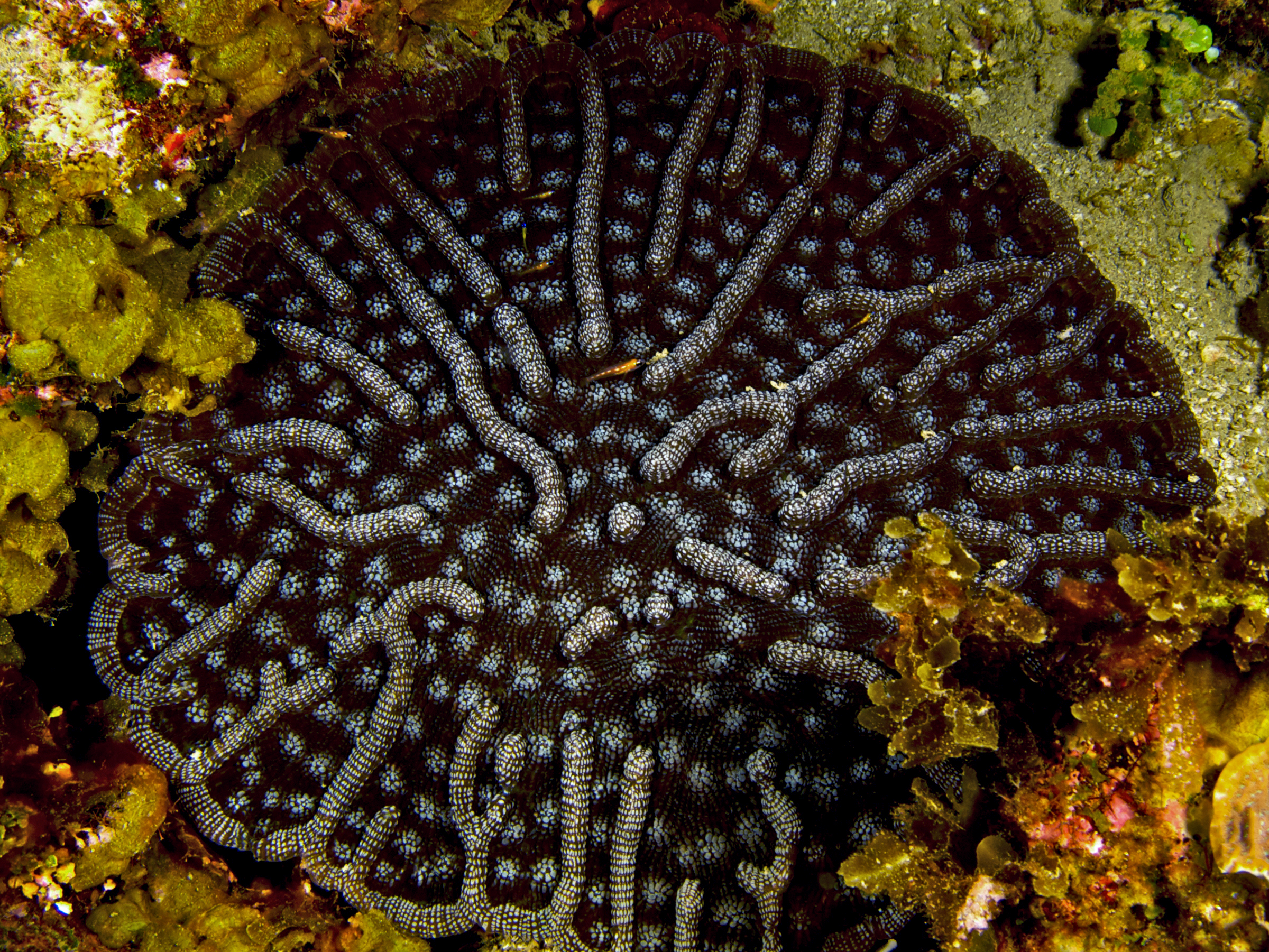
Mycetophyllia alliciae
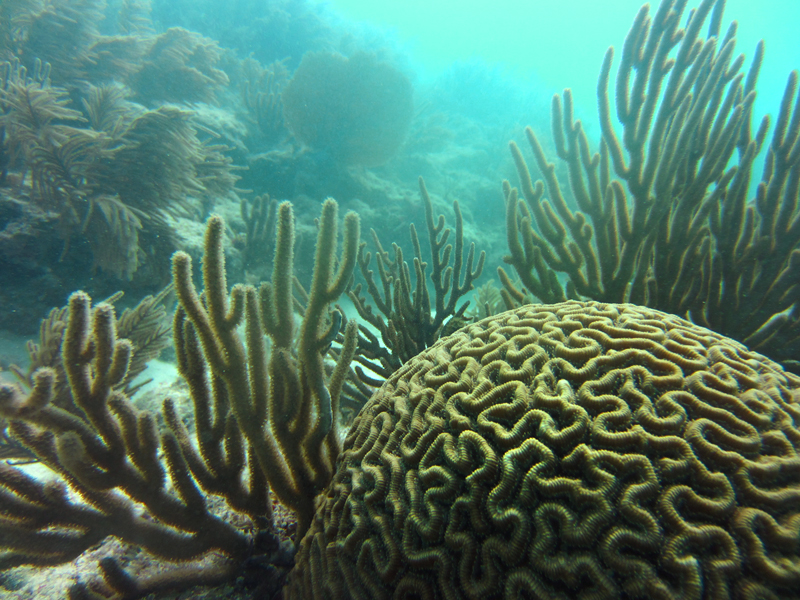
Pseudodiploria strigosa
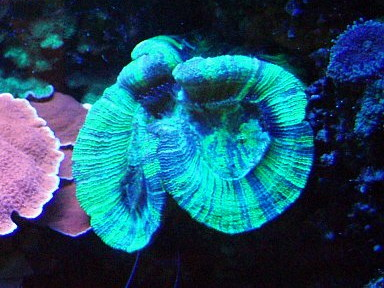
Scolymia sp.